# Giả Khánh Lâm
Giả Khánh Lâm (chữ Hán: Giản thể 贾庆林, Phồn thể 賈慶林 bính âm: Jiǎ Qìng Lín) (Sinh ngày 13 tháng 3 năm 1940) là một nhân vật chính trị nổi tiếng Trung Quốc. Ông từng giữ chức vụ Ủy viên Ban Thường vụ Bộ Chính trị Đảng Cộng sản Trung Quốc, Chú tịch Hội nghị Hiệp thương Chính trị Nhân dân Trung Quốc khóa 7, Bí thư Thành ủy thành phố Bắc Kinh, Thị trưởng Chính phủ Nhân dân thành phố Bắc Kinh, Bí thư Tỉnh ủy tỉnh Phúc Kiến, Tỉnh trưởng Chính phủ Nhân dân tỉnh Phúc Kiến.

## Thông tin cơ bản
Giả Khánh Lâm sinh tháng 3 năm 1940 quê quán: Bạc Đầu, Hà Bắc;
Ngày vào Đảng Cộng sản Trung Quốc: 12/1959
Ngày tham gia công tác: 10/1962
Trình độ: kĩ sư điện khí và chế tạo Đại học Công nghiệp Hà Bắc, công trình sư cao cấp
Chức vụ: Uỷ viên bộ chính trị, chủ tịch MTTQ (chính hiệp) khóa 11.

## Quá trình công tác
1956-1958: Học đại học chuyên ngành kế hoạch doanh nghiệp trường quản lý công nghiệp Thạch Gia Trang.
1958-1962: Học tại khoa điện khí chế tạo trường Đại học Công nghiệp Hà Bắc.
1962-1969: Nhân viên kĩ thuật, bí thư Đoàn Phòng công nghiệp máy móc bộ cơ khí 1 (Bộ máy móc điện tín và tàu thuyền dân dụng).
1969-1971: Lao động tại trường "5 tháng 7" ở Phụng Tân, Giang Tây.
1971- 1973: Nhân viên kĩ thuật phòng nghiên cứu chính sách trực thuộc văn phòng bộ cơ khí 1.
1973-1978: Lãnh đạo phòng giám sát chất lượng sản phẩm bộ cơ khí 1.
1978-1983: Tổng Giám đốc Tổng công ty Xuất nhập khẩu máy móc thiết bị Trung Quốc.
1983-1985: Xưởng trưởng, bí thư đảng ủy xưởng cơ khí công nghiệp nặng Thái Nguyên, tỉnh Sơn Tây.
1985-1986: Thường vụ tỉnh uỷ, phó bí thư tỉnh Phúc Kiến.
1986-1988: Phó bí thư tỉnh uỷ kiêm trưởng ban tổ chức cán bộ tỉnh Phúc Kiến.
1988-1990: Phó bí thư tỉnh uỷ kiêm hiệu trưởng trường đảng tỉnh Phúc Kiến, kiêm thư kí ủy ban công tác về các doanh nghiệp tỉnh.
1990-1991: Phó bí thư tỉnh uỷ, chủ tịch lâm thời tỉnh Phúc Kiến.
1991-1993: Phó bí thư tỉnh uỷ, Tỉnh trưởng Chính phủ Nhân dân tỉnh Phúc Kiến.
1994-1996: Bí thư tỉnh uỷ, chủ tịch HĐND tỉnh Phúc Kiến.
1996-1997: Phó bí thư Bắc Kinh và thị trưởng lâm thời, thị trưởng Bắc Kinh.
1997-1999: Uỷ viên bộ chính trị, bí thư Bắc Kinh, thị trưởng Bắc Kinh.
1999-2002: Uỷ viên bộ chính trị, bí thư Bắc Kinh.
2002-2003: Uỷ viên thường vụ bộ chính trị.
2003-2008: Uỷ viên Bộ Chính trị Đảng Cộng sản Trung Quốc, Ủy viên Ban Thường vụ Bộ Chính trị Đảng Cộng sản Trung Quốc, Chủ tịch Hội nghị Hiệp thương Chính trị Nhân dân Trung Quốc khóa 10 rồi khóa 11.